# NGC 2182
NGC 2182 je odrazna maglica  u zviježđu Jednorogu. 

## Vanjske poveznice
- SEDS: NGC 2182